# 圓生正義
圓生 正義（まるみ まさよし、1991年4月10日 - ）は、日本のラグビー選手。

## プロフィール
- 大阪府出身[1]。
- ポジションはフッカー(HO)。
- 身長 177cm、体重 100kg
- 高校日本代表に選ばれたことがある[2]。

## 来歴
ラグビーは3歳から始めた。
2010年、常翔学園高校卒業後、明治大学に入学する。なお常翔学園高校時代に主将を務めた。
2013年、明治大学ラグビー部の主将に就任した。
2014年、明治大学卒業後、Honda Heatに加入。
2015年11月14日に行われたジャパンラグビートップリーグ第1節の近鉄ライナーズ戦に途中出場で公式戦初出場を果たした。
2019年、Honda Heatを退団した。